# 封頂

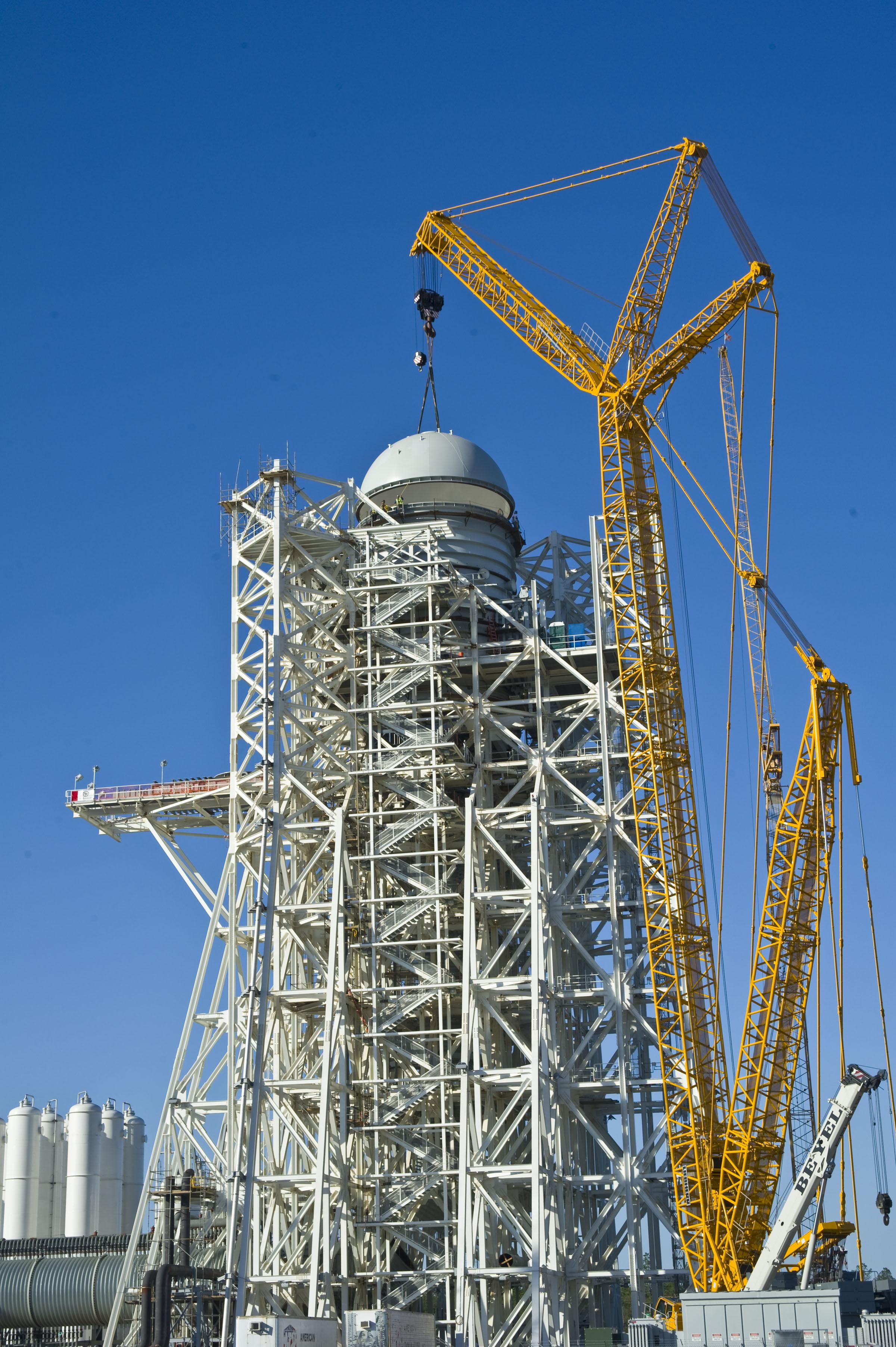
封頂

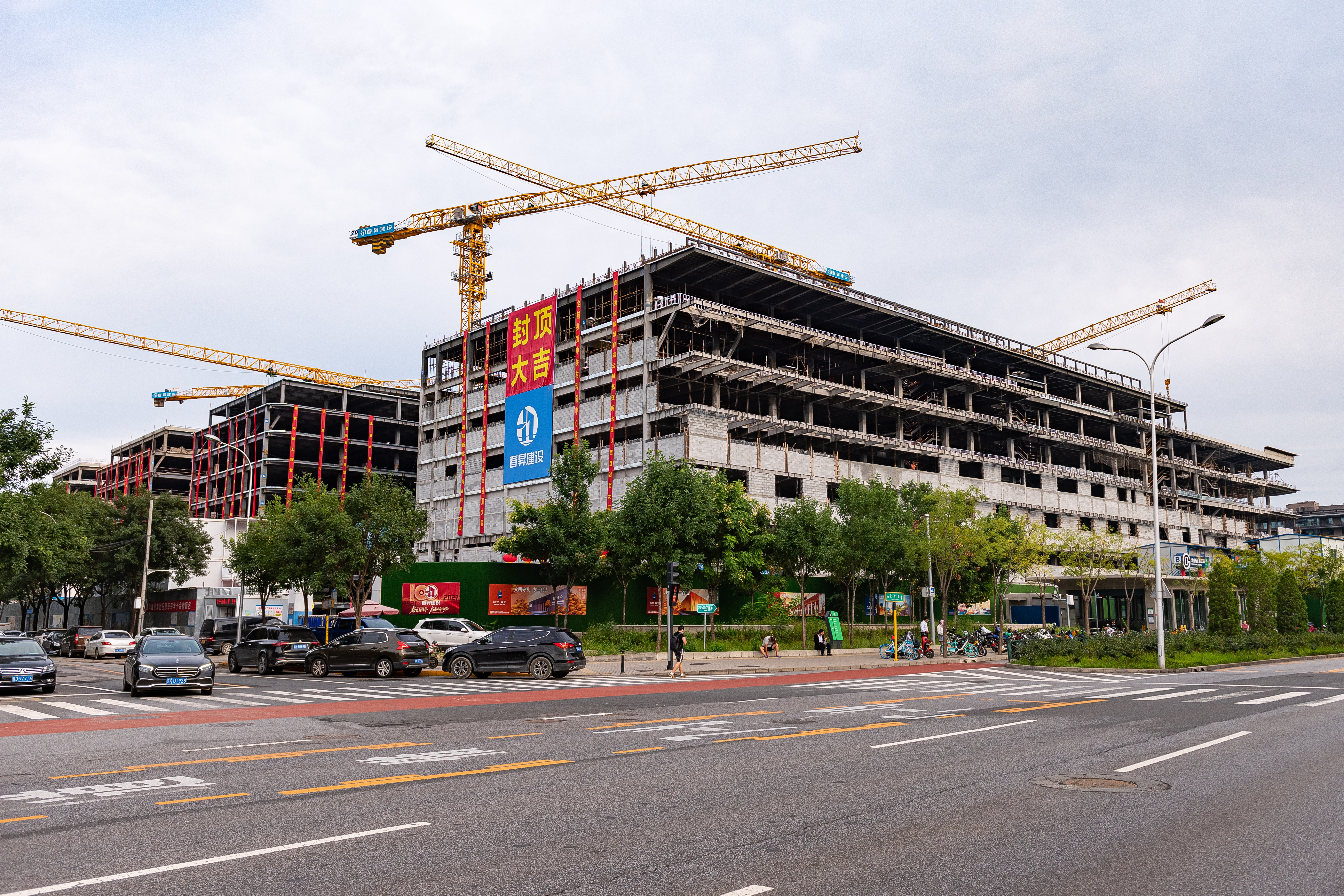
中国内地有时会在建筑物封顶时挂出“封顶大吉”条幅

封頂，又稱平頂，是一個建築術語，指一建築物的主體結構完工，一般是指給在蓋樓時的最後的一道建築工序。有些文化中會有相關儀式，稱為封頂儀式或平頂儀式。